# Strategia Aghmashenebeli
Strategia Aghmashenebeli (georgisch სტრატეგია აღმაშენებელი, deutsch Strategiebauer), ehemals Neues Georgien (ახალი საქართველო, Akhali sakartvelo) ist eine georgische Partei, die sich als liberal versteht und für eine Westausrichtung Georgiens eintritt. 

## Geschichte
Die Partei wurde am 6. Juni 2016 von ehemaligen Mitgliedern der Vereinten Nationalen Bewegung (ENM) unter dem Namen Neues Georgien gegründet. Zur Parlamentswahl 2016 kandidierte sie im Wahlbündnis „Staat für das Volk“, verfehlte aber mit 3,45 % der Stimmen den Sprung über die damals geltende Sperrklausel von 5 %. Am 30. Juli 2020 wurde Neues Georgien in „Strategia Aghmashenebeli“ umbenannt. Zur Parlamentswahl 2020, bei der eine Ein-Prozent-Hürde galt, trat die Partei mit der Kleinpartei Recht und Gerechtigkeit an. Das Wahlbündnis erreichte mit 3,15 % vier Mandate im Parlament, darunter drei für Strategia Aghmashenebeli selbst. Darüber hinaus ist die Partei seit den Kommunalwahlen 2021 mit insgesamt acht Mandaten in sieben Vertretungen der Munizipalitäten (entspricht in etwa einem Landkreis) vertreten.
Zur Parlamentswahl 2024 tritt die Partei in einer gemeinsamen Liste mit der ENM an.
Strategia Aghmashenebeli ist seit dem 11. Dezember 2021 Vollmitglied der Allianz der Liberalen und Demokraten für Europa (ALDE), dem europäischen Dachverband liberaler Parteien.

### Wahlergebnisse
| Wahl                | Stimmen | Prozent % | Sitze  | Wahlbündnis              |
| ------------------- | ------- | --------- | ------ | ------------------------ |
| Parlamentswahl 2016 | 60.681  | 3,45      | 0/150  | Staat für das Volk       |
| Kommunalwahlen 2017 | 18.426  | 1,23      | 1/2043 | –                        |
| Parlamentswahl 2020 | 60.671  | 3,15      | 3/150  | Strategia Aghmashenebeli |
| Kommunalwahlen 2021 | 23.629  | 1,34      | 8/2068 | –                        |